# Église Saint-Gayrand de Saint-Gayrand
L'église Saint-Gayrand est une église catholique située sur le territoire de la commune de Grateloup-Saint-Gayrand, dans le département de Lot-et-Garonne, en France

## Historique
Une première église a été construite au XIIe siècle. Elle est citée en 1319 sous le nom Saint Joh de Saint Gaira, en 1326, Sancto Guerano (Saint-Guérin), en 1520, Sancti Gairiam, en 1530, Sancti Johannis de Sancto Gueyran. 
Elle a été probablement ruinée au cours de la guerre de Cent Ans.
L'église a été reconstruite à la fin du XVe siècle et dans la première moitié du XVIe siècle. 
L'église est pillée en 1572, pendant les guerres de religion.
En 1597, le clocher est décrit comme une « belle tour carrée toute neuve ». Une partie de la voûte et du clocher sont restaurés en 1600.
L'église est délaissée au XVIIe siècle car on dénombre en 1680 dans la paroisse 5 catholiques pour 350 protestants. Elle est décrite comme étant en mauvais état en 1666.
Le patron de l'église était saint Jean-Baptiste. Vers 1650, le curé ne connaissant pas le patron de l'église et ne trouvant pas de saint du nom de Gayran a fait adopter comme patron saint Guérin.
Dans son verbal de 1696, l'évêque Jules Mascaron indique que l'église a très peu d'ornements. En 1711, Mgr Hébert signale un beau tabernacle neuf, un tableau du Christ en Croix et une chaire à prêcher.
L'église est restaurée au XVIIIe siècle. 
Une cloche nommée « Dominique » est placée en 1750 et bénie le 27 mai 1751. Elle a sonné pour la dernière fois le 8 mai 1945. On la retrouve à terre en 1960. La cloche est vendue en 1964 pour sonner dans une chapelle pour mineurs polonais à Annay-sous-Lens. La chapelle ayant été désaffectée, sa trace a été perdue. L'association pour la sauvegarde de Grateloup-Saint-Gayrand a entrepris sa recherche pour la racheter.
En 1776, la messe est dite dans la chapelle du côté de l'épître (à droite en regardant l'abside de l'église) placée sous le vocable de Notre-Dame.
L'entrepreneur Étienne Lajassès établit un devis de réparation en 1829. L'église est interdite au culte en 1895. L'église n'a plus de toiture depuis 1923.
Des travaux de consolidation des arases des murs sont faits en 1988.
L'église est inscrite au titre des monuments historiques le 19 avril 1996,.

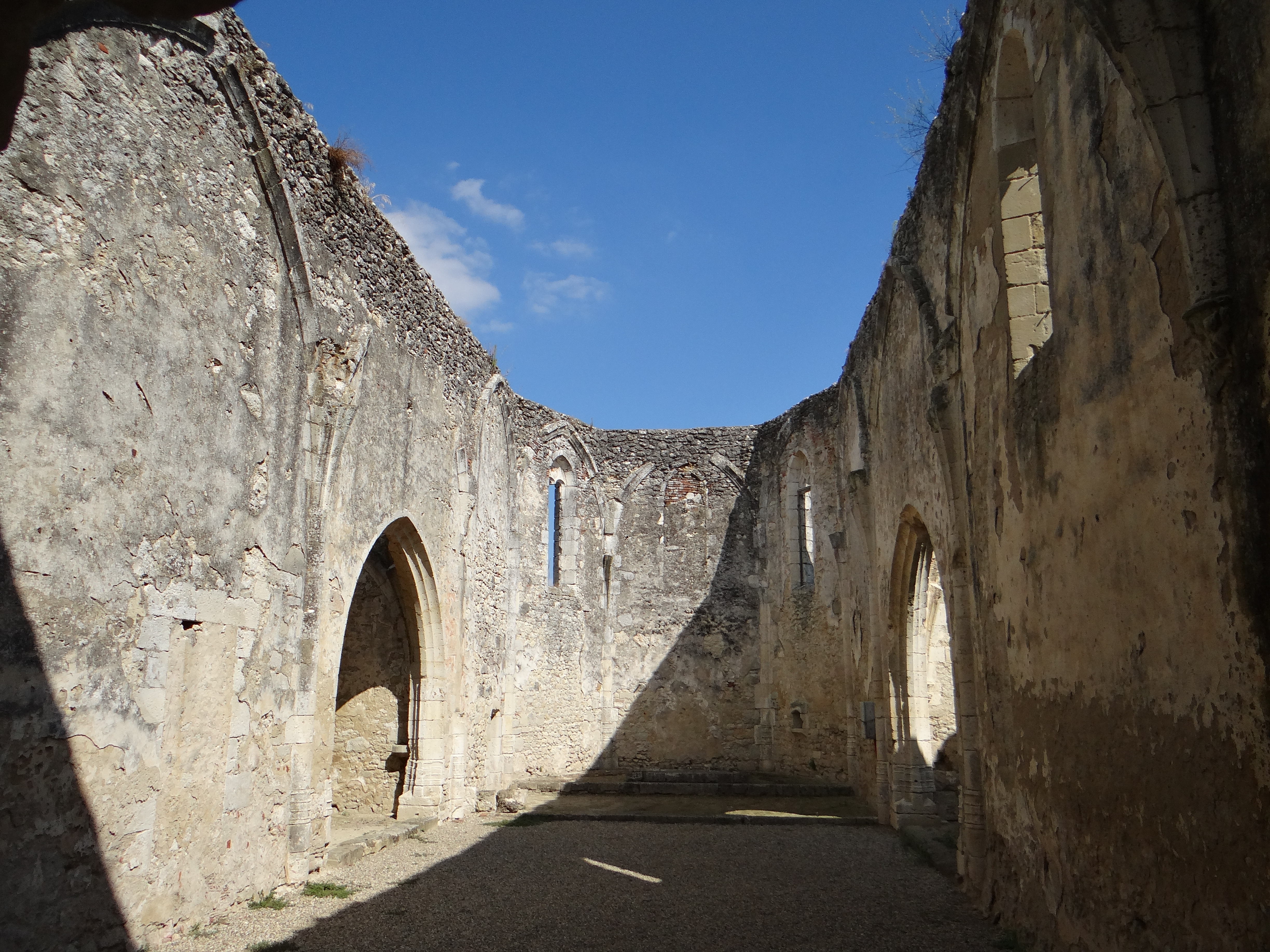
La nef